# РТ-70
Радіотелескоп РТ-70 (П-2500) — серія радіотелескопів з діаметром параболічної антени 70 м, один із найбільших повністю рухомих радіотелескопів у світі. Назва РТ-70 означає радіотелескоп діаметром 70 м, а інша назва, П-2500, пов'язана з площею радіотелескопа — 2500 квадратних метрів.
Серія включає три радіотелескопи:
- РТ-70 у Національному центрі управління та випробувань космічних засобів у Євпаторії
- РТ-70 у Східному центрі далекого космічного зв'язку у селі Гальонки на Делекому Сході Росії
- РТ-70 у радіообсерваторії Суффа в Узбекистані (недобудований)

## Історія
Для перших радянських космічних програм використовувався комплекс «Плутон» у Євпаторії. Однак з часом його дальність зв'язку та швидкість передачі інформації стали недостатніми. Тоді НДІ космічного приладобудування розробив радіотехнічний комплекс «Квант-Д» з високоефективною антеною П-2500 з діаметром дзеркала 70 м. Основною програмою, для якої призначалася ця розробка, була «Марс». Перший телескоп цієї серії був побудований на березі Чорного моря біля Євпаторії. Будівництво почалось 1973 року і завершилось 1978 року. Введений в експлуатацію комплекс був у 1980 році.
До програми «Вега» у 1985 році в районі селища Гальонки в Приморському краї було збудовано другу антену РТ-70. Ці два радіотелескопи спільно з глобальною РНДБ-мережею провели унікальний експеримент щодо вимірювання траєкторій польоту космічних апаратів в атмосфері Венери.
Наприкінці 1980-х років розпочалося будівництво третьої антени РТ-70 в Узбецькій РСР на плато Суффа, але через розпад СРСР будівництво так і не було завершене.
У 1990-ті роки зацікавленість у будівництві радіотелескопа виявляла Індія, проходили активні переговори сторін.